# Aforia crebristriata
Aforia crebristriata é uma espécie de gastrópode do gênero Aforia, pertencente a família Cochlespiridae.